# ユセフ・アイ・ベナセル
ユセフ・アイ・ベナセル（Youssef Aït Bennasser、1996年7月7日 - ）は、フランス・ムルト＝エ＝モゼル県トゥール出身のプロサッカー選手。モロッコ代表。サムスンスポル所属。ポジションは、ミッドフィールダー。

## 経歴

### ナンシー
ASナンシーの下部組織で育成された。2015年8月3日、リーグ・ドゥ・トゥールFC戦でトップチームデビュー。2015年11月28日のル・アーヴルAC戦で初ゴールを挙げ、3-1の勝利に貢献した。

### 代表
本人はフランス生まれだが、ルーツであるモロッコを選択した。2013年、U17代表で2試合に出場。 サッカーアルバニア代表との親善試合で初キャップを記録。試合はスコアレスドローに終わった。

## 代表歴

### 出場大会
- モロッコ代表
  - 2018 FIFAワールドカップ

### 試合数
- 国際Aマッチ 24試合 0得点（2016年-2019年）[4]

| モロッコ代表 | 国際Aマッチ | 国際Aマッチ |
| 年           | 出場        | 得点        |
| ------------ | ----------- | ----------- |
| 2016         | 5           | 0           |
| 2017         | 6           | 0           |
| 2018         | 6           | 0           |
| 2019         | 7           | 0           |
| 通算         | 24          | 0           |